# Piotr Olczak
Piotr Olczak (ur. 1960) – polski koszykarz, występujący na pozycji środkowego.

## Osiągnięcia
Drużynowe
- Awans do najwyższej klasy rozgrywkowej (1984)[1]

Reprezentacja
- Uczestnik mistrzostw Europy U–16 (1977 – 9. miejsce)[2]